# Athemistus armitagei
Athemistus armitagei là một loài bọ cánh cứng trong họ Cerambycidae.